# Сципіон дель Ферро
Сципіон дель Ферро (італ. Scipione del Ferro; 6 лютого 1465, Болонья — 5 листопада 1526, Болонья) — італійський математик, який відкрив загальний метод розв'язку неповного кубічного рівняння.

## Біографія
Дель Ферро закінчив Болонський університет, після чого працював там професором математики до кінця життя.
Після багаторічних зусиль він зумів знайти формулу рішення кубічного рівняння.
Дель Ферро ніде не опублікував свій метод рішення, але повідомив його своєму зятю Аннібалу делла Наве та учневі Антоніо Маріо Фіорі, останній з успіхом застосовував новий алгоритм на популярних тоді математичних турнірах.
На одному з таких турнірів в 1535 р., вже після смерті дель Ферро, Фіорі зустрівся з талановитим математиком-самоучкою Нікколо з Брешії, на прізвисько Тарталья (Заїка). Тарталья, за його словами, самостійно відкрив правило дель Ферре і вирішив усі запропоновані завдання, а на наступний день знайшов і рішення рівняння виду {\displaystyle ~x^{3}+ax=b}, де {\displaystyle ~a,b>0}.
{\displaystyle x={\sqrt[{3}]{{\frac {b}{2}}+{\sqrt {\left({\frac {b}{2}}\right)^{2}+\left({\frac {a}{3}}\right)^{3}}}}}+{\sqrt[{3}]{{\frac {b}{2}}-{\sqrt {\left({\frac {b}{2}}\right)^{2}+\left({\frac {a}{3}}\right)^{3}}}}}}
Необхідно пояснити, що в той час визнавалися тільки додатні числа, і тому ці два види рівнянь розглядалися як різні.
У 1539 році про секрет дізнався міланський професор Джироламо Кардано, через якого секрет дель Ферро і був зрештою оприлюднений (1545). З цієї причини алгоритм дель Ферро увійшов в історію як формула Кардано. Сам Кардано у своїй книзі «Велике мистецтво» чесно повідомив:
|  | «Сципіон дель Ферро відкрив формулу, згідно з якою куб невідомого плюс невідоме дорівнює числу. Це була дуже гарна і чудова робота ... змагаючись з ним, Нікколо Тарталья з Брешіа, наш друг, будучи викликаний на змагання з учнем дель Ферре по імені Антоніо Маріо Фіорі, вирішив, щоб не бути переможеним, ту ж саму проблему і після довгих прохань передав її мені.» |

Відкриття дель Ферро справило грандіозне враження на весь науковий світ. Вперше вчений нової Європи розв'язав задачу, яка багато століть не піддавалася найкращим античним математикам. Це стало показником зрілості європейської математики та надихнуло вчених на нові відкриття, які не забарилися.